# Reprezentacja Finlandii na Mistrzostwach Świata w Narciarstwie Klasycznym 2005
Reprezentacja Finlandii na Mistrzostwach Świata w Narciarstwie Klasycznym 2005 liczyła 25 sportowców. Reprezentacja ta zdobyła cztery medale - 1 złoty, 2 srebrne i 1 brązowy.

## Medale

### Złote medale
- Skoki narciarskie - konkurs indywidualny na skoczni HS 137: Janne Ahonen

### Srebrne medale
- Biegi narciarskie - 30 km stylem klasycznym kobiet: Virpi Kuitunen
- Skoki narciarskie - konkurs drużynowy na skoczni HS 100: Risto Jussilainen, Tami Kiuru, Matti Hautamäki, Janne Ahonen

### Brązowe medale
- Skoki narciarskie - konkurs indywidualny na skoczni HS 100: Janne Ahonen

## Wyniki

### Biegi narciarskie

#### Mężczyźni
Sprint
- Lauri Pyykönen - 13. miejsce
- Keijo Kurttila - 15. miejsce
- Jari Joutsen - 25. miejsce

15 km stylem dowolnym
- Teemu Kattilakoski - 9. miejsce
- Olli Ohtonen - 28. miejsce
- Juha Lallukka - 32. miejsce
- Sami Jauhojärvi - 44. miejsce

Bieg pościgowy 2x15 km
- Sami Jauhojärvi - 11. miejsce
- Tero Similä - 13. miejsce
- Olli Ohtonen - 42. miejsce
- Walerij Rodochlebow - 53. miejsce

Sztafeta 4x10 km
- Tero Similä, Olli Ohtonen, Teemu Kattilakoski, Sami Jauhojärvi - 12. miejsce

50 km stylem klasycznym
- Sami Jauhojärvi - 14. miejsce
- Tero Similä - 25. miejsce
- Walerij Rodochlebow - 41. miejsce
- Olli Ohtonen - nie ukończył

#### Kobiety
Sprint
- Virpi Kuitunen - 5. miejsce
- Mona-Liisa Malvalehto - 7. miejsce
- Aino-Kaisa Saarinen - 8. miejsce
- Kirsi Välimaa - 22. miejsce

10 km stylem dowolnym
- Riitta-Liisa Roponen - 12. miejsce
- Pirjo Manninen - 50. miejsce

Bieg pościgowy 2x7,5 km
- Riitta-Liisa Roponen - 8. miejsce
- Kirsi Välimaa - 27. miejsce
- Aino-Kaisa Saarinen - 30. miejsce
- Virpi Kuitunen - nie wystartowała

Sztafeta 4x5 km
- Kirsi Välimaa, Virpi Kuitunen, Aino-Kaisa Saarinen, Riitta-Liisa Roponen - 5. miejsce

30 km stylem klasycznym
- Virpi Kuitunen - 2. miejsce
- Aino-Kaisa Saarinen - 4. miejsce
- Annmari Viljanmaa - 19. miejsce
- Kirsi Välimaa - 21. miejsce

### Kombinacja norweska
Gundersen HS 100 / 15 km
- Antti Kuisma - 5. miejsce
- Jaakko Tallus - 8. miejsce
- Hannu Manninen - 9. miejsce
- Anssi Koivuranta - 26. miejsce

Konkurs drużynowy (HS 137 + 4 x 5 km)
- Antti Kuisma, Jaakko Tallus, Jouni Kaitainen, Hannu Manninen - 4. miejsce

Sprint (7,5 km + HS 137)
- Anssi Koivuranta - 6. miejsce
- Hannu Manninen - 8. miejsce
- Jaakko Tallus - 12. miejsce
- Antti Kuisma - 25. miejsce

### Skoki narciarskie
Konkurs indywidualny na skoczni HS 100
- Janne Ahonen - 3. miejsce
- Risto Jussilainen - 11. miejsce
- Jussi Hautamäki - 15. miejsce
- Matti Hautamäki - 17. miejsce

Konkurs indywidualny na skoczni HS 137
- Janne Ahonen - 1. miejsce
- Matti Hautamäki - 6. miejsce
- Risto Jussilainen - 8. miejsce
- Tami Kiuru - 21. miejsce

Konkurs drużynowy na skoczni HS 100
- Risto Jussilainen, Tami Kiuru, Matti Hautamäki, Janne Ahonen - 2. miejsce

Konkurs drużynowy na skoczni HS 137
- Matti Hautamäki, Jussi Hautamäki, Risto Jussilainen, Janne Ahonen - 4. miejsce